# Classe Maestrale (cacciatorpediniere)
La classe Maestrale, anche nota come classe Venti, costituita da 4 unità completate nel 1934, era una serie di cacciatorpediniere per la Regia Marina, realizzati come miglioramento dei tipi precedenti come la classe Folgore (classe Dardo II serie), ma con uno scafo più lungo di ben 10 metri, per migliorare la tenuta al mare. Le unità portavano tutte nomi di venti: Maestrale, Grecale, Libeccio e Scirocco. Tutte le unità della classe, nonostante le loro dimensioni non particolarmente grandi, vennero inizialmente classificate “esploratori” (come i più grossi e potentemente armati "Leone" e "Navigatori"), venendo poi riclassificate come cacciatorpediniere solo nell'autunno 1936. 
Inquadrati prima nella IV Squadriglia esploratori e poi nella X Squadriglia cacciatorpediniere della II Divisione incrociatori di base alla Spezia. 
Dopo la seconda guerra mondiale il Grecale, sopravvissuto al conflitto, entrò a far parte della Marina Militare.

## Unità

### Maestrale
Costruito nel Cantiere navale di Ancona, consegnato alla Regia Marina il 2 settembre 1934. Il 9 gennaio 1943, mentre scortava la motonave Ines Corrado verso Biserta, urtò una mina, con la distruzione della poppa; il cacciatorpediniere Corsaro, giunto in soccorso, affondò a sua volta per urto contro mine. Il Maestrale, rimorchiato a Biserta, subì alcune riparazioni d'emergenza e fu poi trainato a Genova per ulteriori lavori (durante il rimorchio affondarono, sempre contro mine, anche la corvetta Procellaria, che lo stava scortando, e la torpediniera Prestinari giunta in aiuto). Il 9 settembre 1943 dopo l'armistizio, essendo ancora in riparazione a Genova e dunque immobilizzato, si autoaffondò; recuperato dai tedeschi, fu da essi nuovamente autoaffondato a fine guerra.

### Grecale
Costruito nei Cantieri Navali Riuniti di Ancona, varato il 17 giugno 1934 venne consegnato alla Regia Marina il 15 novembre dello stesso anno. Il Grecale ebbe una vita operativa molto intensa sia prima che durante la seconda guerra mondiale. Nel dopoguerra, entrato a far parte della Marina Militare Italiana venne rimodernato tra il 1947 e il 1949 ed ebbe dei successi ammodernamenti nel 1953. Dopo essere stato classificato fregata nel 1958 venne radiato nel 1964.

### Libeccio
Costruito nel Cantiere navale di Riva Trigoso, in servizio dal 23 novembre 1934. Nel corso del secondo conflitto mondiale, il 19 novembre 1941, mentre soccorreva i sopravvissuti della battaglia del convoglio Duisburg, fu silurato dal sommergibile della Royal Navy Upholder e perse la poppa. Se ne tentò il rimorchio da parte del cacciatorpediniere Euro, ma la nave si rovesciò e affondò intorno alle 11.

### Scirocco
Costruito nel Cantiere navale di Riva Trigoso, varato il 22 aprile 1934 è entrato in servizio il 31 ottobre dello stesso anno. Durante la Seconda guerra mondiale, il 23 marzo 1942, dopo aver preso parte alla seconda battaglia della Sirte, causa una violenta tempesta perse il contatto con il resto della squadra da battaglia italiana, andò in avaria e affondò, intorno alle 5.35, nonostante un tentativo di soccorso da parte del cacciatorpediniere Geniere. Vi furono solo due superstiti. Fra i 234 morti il comandante, capitano di fregata Francesco Dell'Anno. Nella stessa tempesta naufragò anche il cacciatorpediniere Lanciere.

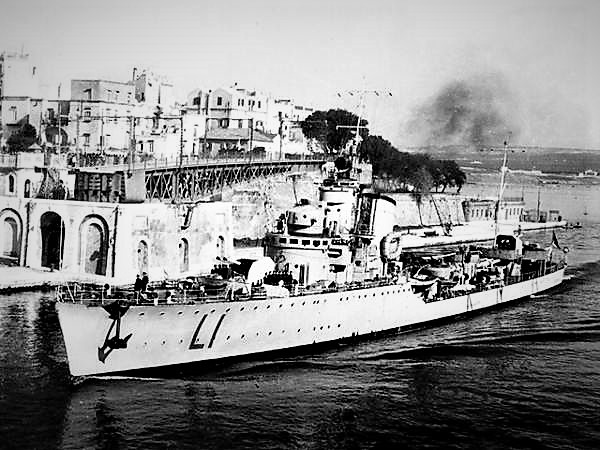
Il cacciatorpediniere Libeccio nella foto ufficiale
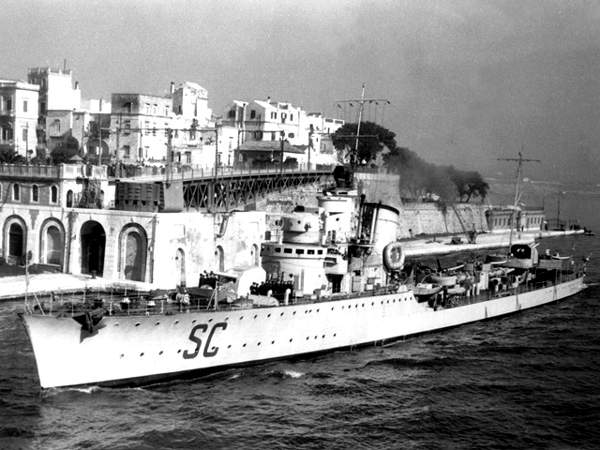
Il cacciatorpediniere Scirocco a Taranto
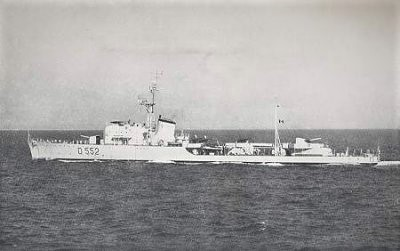
Il Grecale con la matricola della MMI